# 三山 (京丹後市)
三山（みやま）は、京都府京丹後市丹後町宇川地域の廃村地名。1974年（昭和49年）に当時居住していた全12戸が集団で京丹後市丹後町三宅に移住することなり廃村となった。住民が移転の手配を当時の丹後町と直接相談・交渉を重ね、集団移転を成功させた。2004年（平成16年）京丹後市移行後の大字は「丹後町三山」。

## 地理
鞍内の東南方、宇川中流の右岸で、その支流である三山川沿いの谷間、標高150メートル前後に位置した。関西電力小脇水力発電所から約300メートル東へ遡った渓谷にあり、丹後町竹久僧の北、碇高原の手前に位置する。
集落内を東から西へと三山川が流れる。三山川の川幅はおおよそ12メートル、平均水位は30センチメートルで、最高水位120センチメートル、最低水位20センチメートル。流路延長は4,200メートルあり、流域面積は0.45平方キロメートル。

## 歴史

### 沿革
文献にみえる三山の記録は、徳川2代将軍秀忠の時代に『宮津旧記』に記載された宮津藩主阿部対馬守知行村々草高帳に、「三山村 百石七斗弐升」とあるのが知られている最古と思われる。
1968年（明治元年）、他10村とともに上宇川村に統合された。
1896年（明治29年）、小脇・竹久僧とともに3集落で学区を組織し、三山に上宇川第二尋常小学校が開校する。しかし1904年（明治37年）にはさらに鞍内集落を加えた4集落で校区を再編し、1905年（明治38年）には虎杖小学校の場所に新築した分校校舎に通うこととなった。
1957年（昭和32年）、三山に電話架設が行われる。
1959年（昭和34年）11月、国庫の補助を受け、伏流水の自然流下で送水する簡易水道施設が竣工された。
1963年（昭和38年）の三八豪雪では約6メートルの積雪を記録し、自衛隊の救助を受けた。この折には虎杖分校が豪雪で倒壊寸前となったため、三山の児童は集落内で分散授業を受けた。
1964年（昭和39年）、遠下とともにテレビ共同受信施設組合を結成する。
ガチャマン景気と呼ばれた丹後織物産業全盛の頃である1965年（昭和40年）、手機が導入され、集落内で機業に従事することが可能となった。
1969年（昭和44年）、途絶えていた盆踊りが復活する。
1971年（昭和46年）、三山共同作業所が完成する。
1974年（昭和49年）、残っていた12戸全戸で、丹後町三宅に造営された三宅団地へ集団移住（挙家離村）した。

### 世帯数と人口の変動
1884年（明治17年）には39戸、1888年（明治21年）から1896年（明治29年）には38戸があり、明治期には安定した集落であったと思われる。1960年（昭和35年）に31戸139人の人口を記録するが、1963年（昭和38年）の三八豪雪を機に離村が急増し、その後だんだんと世帯数が減少していった
| 人口の変遷         | 人口の変遷 | 人口の変遷 |  |
| ------------------ | ---------- | ---------- |  |
| 1930年（昭和5年）  | 147人      |            |  |
| 1955年（昭和30年） | 139人      |            |  |
| 1965年（昭和40年） | 92人       |            |  |
| 1970年（昭和45年） | 57人       |            |  |
| 1974年（昭和49年） | 46人       |            |  |
| 1975年（昭和50年） | 0人        |            |  |

| 世帯数の変遷       | 世帯数の変遷 | 世帯数の変遷 |  |
| ------------------ | ------------ | ------------ |  |
| 1884年（明治17年） | 39戸         |              |  |
| 1888年（明治21年） | 38戸         |              |  |
| 1896年（明治29年） | 38戸         |              |  |
| 1930年（昭和5年）  | 30戸         |              |  |
| 1955年（昭和30年） | 31戸         |              |  |
| 1960年（昭和35年） | 31戸         |              |  |
| 1965年（昭和40年） | 17戸         |              |  |
| 1970年（昭和45年） | 13戸         |              |  |
| 1974年（昭和49年） | 12戸         |              |  |
| 1975年（昭和50年） | 0戸          |              |  |

### 暮らし
主な生業は稲作であったが、田の多くは三山川の上流東方直線距離2.5キロメートルの碇地区にあり、海抜400メートルの高原まで朝5時半に自宅を出て帰宅は夜7時という生活だった。積雪が多く、冬は男性は杜氏として10月から翌4月の半年間、京都伏見、奈良、名古屋、島根方面へ出稼ぎに出るものが多かったため、女性ばかりの生活であり、小学校に通学することも大変であった。

### 離村

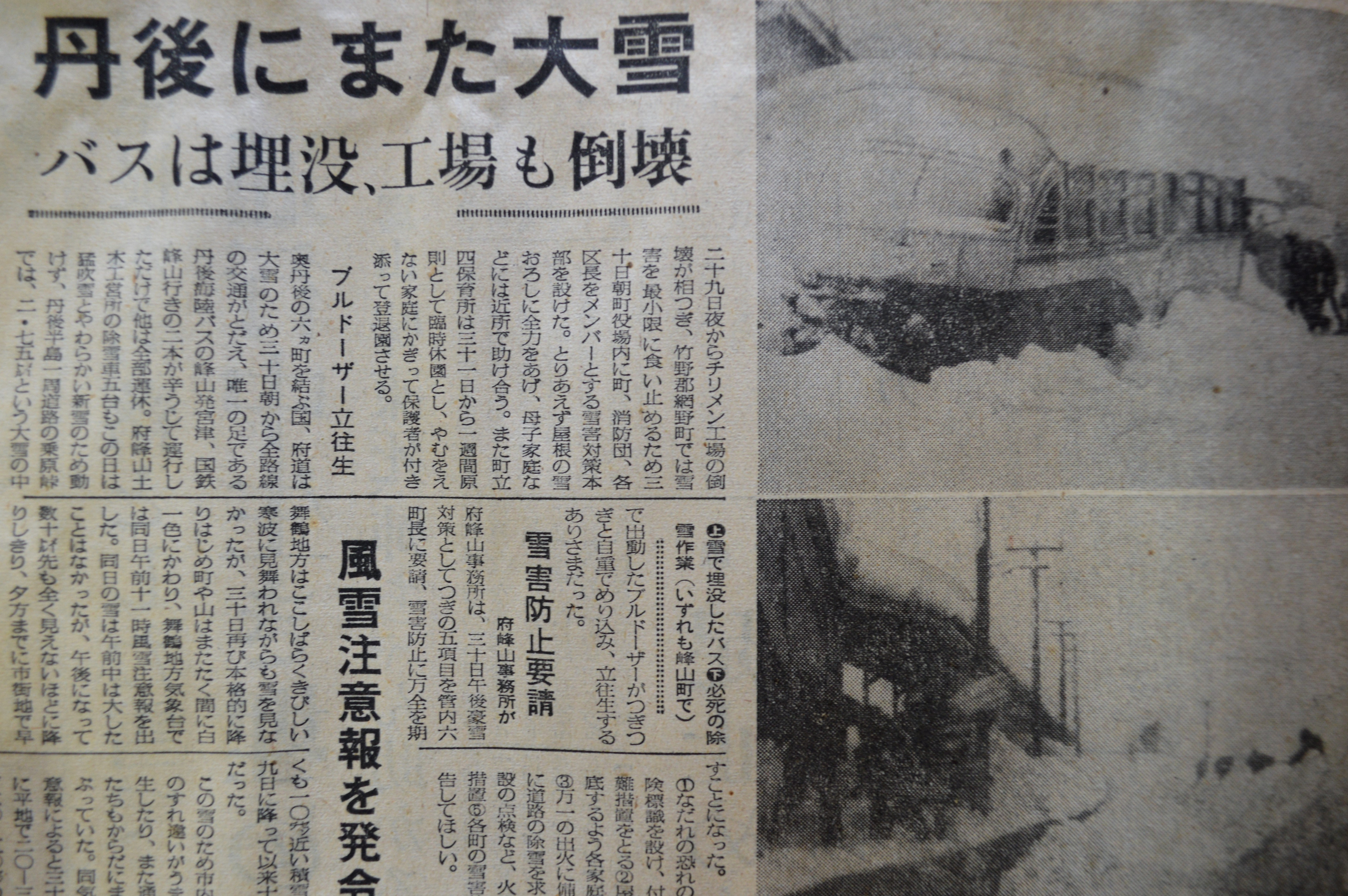
三八豪雪（丹後豪雪）の被害を伝える新聞記事

1963年（昭和38年）の豪雪（世帯数26戸）を経て、1軒、1軒と離村が始まり、1974年（昭和49年）に当時残った12戸が集団で京丹後市丹後町三宅に移住することなった。その背景は、三山（及び小脇、竹久僧地区）の田が多くある碇地区が、京都府営の碇高原総合牧場として開発・造成されたことによる。住民が碇で所有していた土地（農地）を無償譲渡するかわりに、移転の手配を当時の丹後町に依頼し、相談や交渉を重ねて、住宅を建設する補助金も支出された。最終的に1974年（昭和49年）に、京都府の碇高原総合牧場建設に伴う町の集団離村対策を活用し、全戸が三宅に集団移住した。
移転先の丹後町三宅は、三山より東方直線距離6キロメートルの地で、もともと近くに土地を持っている人がいて利便性が高い、借りて耕作できる田があったことなどで選ばれた。三宅にて造成された宅地は総面積1万平方メートルで18戸、配置は抽選で決め、家屋の間取りもそれぞれに考えて建てた。
集団離村後の1975年（昭和50年）に記念碑（石碑）を建立。記念誌はないが、8ミリビデオで集落の様子を撮影した。